# Erioptera (Erioptera) limbata
Erioptera (Erioptera) limbata is een tweevleugelige uit de familie steltmuggen (Limoniidae). De soort komt voor in het Palearctisch gebied.